# Ischnura pruinescens
Ischnura pruinescens är en trollsländeart som först beskrevs av Tillyard 1906.  Ischnura pruinescens ingår i släktet Ischnura och familjen dammflicksländor. Inga underarter finns listade i Catalogue of Life.